# 異煙肼/吡哆醇/磺胺甲噁唑/甲氧苄啶
異煙肼/吡哆醇/磺胺甲噁唑/甲氧苄啶（Isoniazid/pyridoxine/sulfamethoxazole/trimethoprim，INH/B6/CTX）是一种用于预防艾滋病患者發生机会性感染的複方藥。它由异烟肼、吡哆醇、磺胺甲噁唑和甲氧苄啶组成。可以预防结核病、弓蟲症、肺炎、疟疾和等孢子蟲病。
副作用包括可能注意力不集中、麻木、呕吐和皮疹。严重副作用包括可能肝脏问题。葡萄糖-6-磷酸脫氫酶缺乏症患者使用時需谨慎。虽未经充分研究，但怀孕期使用可能是安全的。
名列世界卫生组织基本药物标准清单。使用複方藥，雖可以减少服药量，但服用此複方藥患者的藥物服用持續性是否增加仍不清楚。雖然，在其他疾病治療時，已有研究发现使用複方藥能增加患者的藥物服用持續性。